# Dégâts des eaux
Dégâts des  eaux  est un roman de Donald E. Westlake, traduit de l'anglais par Jean Esch et paru en 2003 chez Rivages. La version originale, Drowned Hopes est parue en 1990.

## Synopsis
Un cambrioleur, Tom Jimson, tente de récupérer le butin qu'il a mis à l'abri dans la petite ville de Putkin's Corners en prévision de sa sortie de prison. Malheureusement, dans l'intervalle, cette ville a été inondée par un barrage, et son trésor est désormais sous vingt mètres d'eau. Il fait appel à une connaissances pour l'aider à le récupérer, John Dortmunder, qui se serait bien passée de le revoir, et qui envisage d'autres solutions que celle proposée par Tom Jimson, à savoir faire sauter le barrage. Mais toutes les solutions qu'il imagine tournent à l'échec. 

## Accueil
Pour Le Temps, il s'agit d'un « polar décalé, [où] Westlake s'est surpassé, dans [un] récit truffé de personnages à la fois loufoques et attachants. » Pour Michel Abescat, de Télérama, le roman est « construit avec la précision d’un horloger des mécaniques infernales aux ressorts les plus rocambolesques », ce qui donne un résultat « drôle, brillantissime et complètement déjanté ».